# نوران سلام
نوران سلام صحفية مصرية، تعمل حالياً في قناة «بي بي سي عربية»، عملت في عدة وسائل إعلام، من بينها قناة الجزيرة وبي بي سي وتلفزيون الحياة، كمحررة أخبار ومترجمة ومراسلة صحفية في وقت واحد. ثم في الإذاعة عملت كمحررة نشرة ومخرجة إستوديو ورئيسة تحرير ومقدّمة برامج إخبارية. تقدم الآن برنامج «بلا قيود» في بي بي سي عربي.

## مسيرتها
حاصلة على ليسانس ألسن بتقدير جيد جداً مع مرتبة الشرف الأولى من جامعة عين شمس المصرية تخصص الإنجليزية بشقيها اللغوي والأدبي، كما كانت الفرنسية تخصصها الثانوي، أما الإيطالية فدرستها خارج الجامعة ولكن في أثناء الدراسة الجامعية.

### بدايتها المهنية
كانت بدايتها أثناء دراستها الجامعية، حيث كانت في شهور الصيف تتدرب في صحيفة (العالم اليوم) وهي صحيفة اقتصادية يومية. عملت بعدها في صحيفة الأهرام اليومية، وفي وكالة الأنباء الألمانية بدأت لأول مرة في تحرير مقالات بنفسها بعد أن كانت في السابق تكتفي بالترجمة وكتبت أكثر من مقال عن موضوعات نقدية في الأدب الأمريكي من خلال عرض لأعمال ستيفن كينج وبالإضافة إلى موضوعات علمية عن الجينوم البشري. لها الآن مدونة تنشر فيها قصصا قصيرة وأشعارا بالإنجليزية والعربية.

### بي بي سي
بدأت عملها في بي بي سي عام 2001 كمُعِدّة في قسم الأخبار وخلال أشهر قليلة بدأت في تقديم نشرة أخبار بي بي سي على الهواء. قدمت مجموعة من برامج الراديو، أهمها نقطة حوار وحديث الساعة وحصاد اليوم الإخباري.
عملت بعدها بعدة محطات أهمها بي بي سي والتي انتقلت بفضلها من الصحافة المطبوعة إلى المسموعة وفي ما بعد المرئية. عُهد إليها بعيد الانتقال لتلفزيون بي بي سي بتقديم نشرة الحصاد الرئيسية. نجحت في اجتياز اختبار محطة الأمم المتحدة وجاء ترتيبها التاسعة من بين آلاف ممن اجتازوا الامتحان في العالم. عُقد الامتحان في القاهرة وبيروت وجنيف في نفس الوقت. رغم ذلك لم تحقق حلمها بالعيش في أميركا من خلال العمل في نيويورك في مقر الجمعية العامة، حيث أن الأمم المتحدة لم ترسل لها الإذن بالانتقال إلى نيويورك إلا بعد أن طال انتظارها وقبلت الانتقال إلى الـ بي بي سي في لندن.
اتصلت بها محطة الأمم المتحدة من نيويورك بعد أسابيع قليلة من وصولها للندن وشعرت بأن الانتقال أول مرة من القاهرة للندن كان صعبا فقررت الاستقرار في لندن وحصلت على الجنسية البريطانية إضافة للمصرية.
بعد ظهورها بالحجاب على شاشة بي بي سي، ظهرت أقلام في مصر خلال عهد حسني مبارك تتهمها بالرجعية، حيث كان يمنع ظهور أي مذيعة بالحجاب، وتم اتهام كذلك بي بي سي بأنها ترعى الإرهاب والتطرف الإسلامي. خصصت لها بي بي سي موظفة كمسؤولة إعلامية للرد على أي انتقادات محتملة من وسائل الإعلام اليمينية في بريطانيا مثل صحيفة ديلي ميل وغيرها، لكن لم تحدث أي هجمات من تلك الصحف والآن هي لم ترتدي الحجاب في قناة الحياة.

### الانتقال إلى الجزيرة
في بداية صيف 2010 انتقلت إلى قناة الجزيرة قادمة من «بي بي سي» بعد مفاوضات طويلة مع إدارة الفضائية القطرية. وتأجّل ظهورها على الشاشة، بسبب شروط مهنية ومادية صارمة فرضتها نوران سلام مع زميلها محمود مراد القادم أيضاً من الـ«بي بي سي». بدأت في ديسمبر 2009. لتكون ثاني مذيعة محجّبة تقدم نشرة الأخبار في المحطة بعد خديجة بن قنة، إلى جانب مذيعة الأخبار الجوية، الجزائرية وهيبة بوحلايس. صادف وجودها في الجزيرة اشتعال الربيع العربي.

### الانتقال إلى الحياة
تركت قناة الجزيرة في 3 يوليو 2013، بعد تجربة في قناة كبيرة بحجم الجزيرة، التي استفادت منها كثيرا، حسب تعبيرها، خصوصا وهي موجودة في قلب المنطقة العربية وشعرت أن القنوات العربية هي الأقرب للمشاهد العربي. وتعاقدت مع قناة الحياة المصرية في الأول من يناير 2014.

### الرجوع إلى بي بي سي
عادت للعمل في الـ بي بي سي عام 2015، وتقدم برنامج «بلا قيود».

## رواياتها
DNA 2015
الإعلامية 2016